# Katrin Lengyelová
Katarína „Katrin“ Lengyelová, roz. Mravcová (* 11. července 1972, Bratislava), je slovenská televizní moderátorka, která působila i jako rozhlasová moderátorka a reportérka. Od října 2011 pracuje v televizi TA3.

## Život
V letech 1996–2001 absolvovala studium v oboru estetika – slovenský jazyk a literatura na Filozofické fakultě Univerzity Komenského v Bratislavě. Po práci reportérky a moderátorky hlavní zpravodajské pořadu Slovenské televize (2000–2002) působila jako moderátorka finančního a ekonomického zpravodajství televize TA3 (2002–2003). V letech 2005–2006 pracovala jako moderátorka v rádiu B1, následně v letech 2006–2008 jako moderátorka rádia Jemné Melodie.
V letech 2010–2011 byla konzultantkou Linky dětské jistoty při Slovenském výboru pro Dětský fond OSN. Od října 2011 působí v televizi TA3 v rámci zpravodajství, diskusního pořadu V politice a dokumentární talkshow Portrét.